# Michał Rozwadowski
Michał Stanisław Rozwadowski (ur. 25 lipca 1936 w Lidzbarku Welskim, zm. 26 lipca 2025) – polski profesor nauk chemicznych.

## Życiorys
W 1953 roku ukończył Gimnazjum i Liceum w Kwidzynie. Następnie podjął studia na Uniwersytecie Mikołaja Kopernika w Toruniu, które ukończył w roku 1959. Dziewięć lat później uzyskał stopień doktora za rozprawę zatytułowaną O wpływie kationów na własności sorpcyjne i katalityczne węgla aktywowanego. W 1977 roku obronił pracę habilitacyjną pt. Sorpcja alkoholi alifatycznych na węglach aktywowanych. Tytuł profesora uzyskał w 1985 roku.
Był członkiem PTCh oraz Societas Humboldtiana Polonorum. Otrzymał stypendium Humboldta w Instytucie Radiochemii w Karlsruhe (1974-1975). W latach 1993–1996 pełnił funkcję prorektora ds. nauki i współpracy z zagranicą. Ponadto był także prodziekanem (1984-1988) i dziekanem (1990-1993) Wydziału Matematyki, Fizyki i Chemii UMK. Od 1996 do 2006 roku kierował Katedrą Podstaw Chemii. Jego specjalnością była termodynamika i kinetyka adsorpcji na adsorbentach mikroporowatych oraz adsorpcja na węglach aktywnych i zeolitach.

## Odznaczenia
- Nagroda Ministerstwa Nauki, Szkolnictwa Wyższego i Techniki (1978, 1982, 1983)
- Nagroda Ministerstwa Edukacji Narodowej (1989, 1993)

## Prace badawcze
- Badania nad otrzymywaniem i charakterystyką fizykochemiczną materiałów zeolitowych (2000)
- Charakterystyka materiałów mezoporowatych modyfikowanych w procesie nawęglania (2003)

## Wybrane publikacje
- Computer modelling as a new approach to the description of kinetics of the n-hexane sorption in the ZSM-5 zeolite, Annales UMCS, 56 (2001) 124-139, s. 6
- Analysis of the pore structure of the MCM-41 materials, Appl. Surf. Sci., 191 (2002) 368-374, s. 7
- Zastosowanie modelowania molekularnego do opisu zjawiska adsorpcji azotu na materiałach typu MFI, Materiały XI Forum Zeolitowego, 6, 2004, Kraków